# Cam (videoteknik)
En cam, förkortning av engelskans camera (kamera på svenska), är en videoupptagning av en bild som projiceras på en filmduk eller videoskärm.
En camvideo har betydligt sämre kvalitet än originalet, särskilt om inspelningen är olovligt utförd med amatörutrustning.
Cam-versioner av nysläppta filmer som spelats in olovligt på biografer har kommit att piratkopieras, bland annat genom fildelning.